# ۹۰۳ (قمری)
۹۰۳ (قمری)، نهصد و سومین سال در گاهشماری هجری قمری است. اول محرم این سال برابر با هشتم سپتامبر سال ۱۴۹۷ میلادی است.